# Era progressista

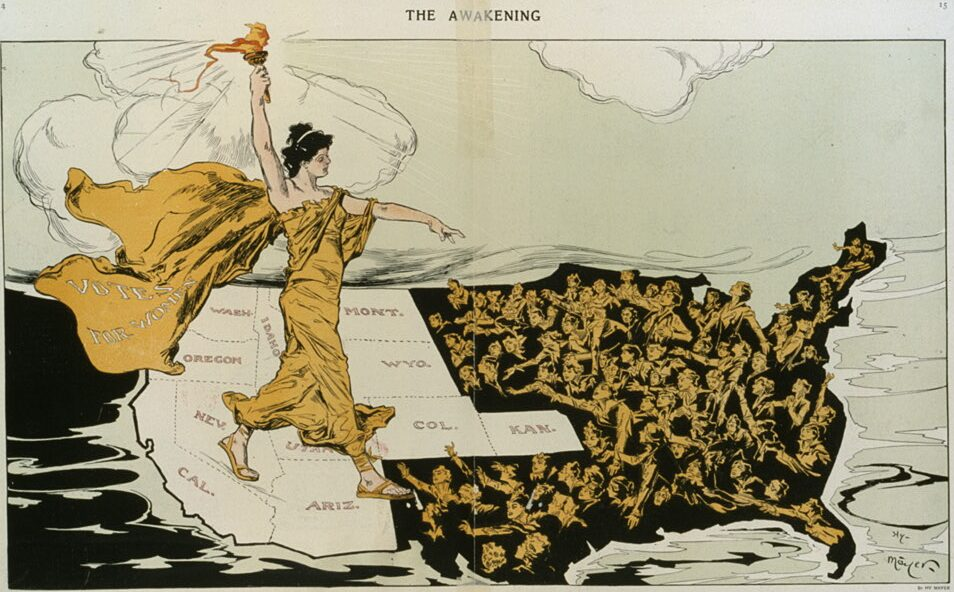
"Il Risveglio": le suffragette hanno avuto successo in Occidente; la torcia risveglia le donne che combattono a est e a sud, in questa vignetta di Hy Mayer in "Puck" del 20 febbraio 1915

L'era progressista è il nome dato a un periodo nella storia degli Stati Uniti che va dal 1896 al 1921, anche se a volte è associato in modo più restrittivo con gli anni della presidenza di Theodore Roosevelt (1901-1909).

## Descrizione
Fu un'era in parziale rottura con il laissez-faire e l'individualismo del periodo precedente, caratterizzata da riforme economiche, politiche, sociali e morali in risposta ai cambiamenti e ai problemi indotti dalla rivoluzione industriale: scomparsa di una vita sociale organizzata attorno a piccole comunità, instabilità derivante dallo sviluppo anarchico di industria, commercio, affari, grandi città, agricoltura, immigrazione massiccia dall'Europa meridionale e orientale,  conflitti sociali violenti e sconvolgimenti causati dal progresso tecnologico. La Corte suprema si oppose tuttavia costantemente a qualsiasi regolamentazione dell'economia o del mercato del lavoro, dichiarando l'incostituzionalità di leggi che limitano il lavoro minorile o stabiliscono salari minimi: questo orientamento giurisprudenziale caratterizza un lungo periodo, nell'attività della Corte suprema, noto come Era Lochner (dal caso Lochner contro New York), che si protrae fino alla fine degli anni 1930, in piena grande depressione.
Il movimento progressista fu dapprima istituito a livello locale, per poi assumere una dimensione nazionale, fino alla formazione di un effimero Partito progressista (il Bull Moose Party), il cui candidato, nel 1912, era Theodore Roosevelt. Come i loro oppositori, i riformatori progressisti provenivano in modo schiacciante dalle classi medie. Il movimento di riforma fu aiutato dallo sviluppo dei mezzi di comunicazione di massa, in particolare dal giornalismo investigativo, e da quello della fotografia sociale attraverso le opere di Jacob Riis o Lewis Wickes Hine.
Risalgono a questo periodo alcune riforme chiave, come la garanzia del diritto di voto per le donne, ma della stagione dei progressi e delle riforme non beneficiarono in modo uniforme tutti gli abitanti degli Stati Uniti, in particolare le minoranze etniche, e le riforme non ebbero sempre gli attesi effetti benefici. Alcune politiche, come il proibizionismo, furono un clamoroso fallimento.